# 那布拉夏·胡加洪
那布拉夏·胡加洪（1964年—），新疆塔什库尔干人，塔吉克族，中华人民共和国政治人物、第十二届全国人民代表大会新疆地区代表。
毕业于喀什技工学校农业专业。加入中国共产党。2013年，担任全国人大代表。